# Fede San Emeterio
Fede San Emeterio, né le 16 mars 1997 à Sierra de Ibio en Espagne, est un footballeur espagnol qui évolue au poste de milieu de terrain au Cádiz CF.

## Biographie

### Racing Santander
Fede San Emeterio est formé au Racing Santander, qu'il rejoint en 2007 à l'âge de 10 ans. Il joue son premier match avec l'équipe première le 14 janvier 2014, à l'occasion d'une rencontre de Copa del Rey face à l'UD Almería. Il entre en jeu en fin de partie à la place de Rubén Durán (en) et son équipe s'impose par deux buts à zéro. 
Il joue son premier match de deuxième division espagnole le 24 août 2014 contre le Girona CF, lors de la première journée de la saison 2014-2015. Il entre en jeu à la place de Javi Soria (en) lors de cette rencontre perdue par son équipe (1-0). 

### Séville FC
Le 16 août 2016, Fede et son frère Borja rejoignent le Séville FC, pour un contrat de trois ans. Pendant deux ans, Fede n'évolue qu'avec l'équipe réserve du club, ne faisant aucune apparition avec l'équipe première.
Avec le club de Séville il inscrit cinq buts en deuxième division, de 2016 à 2018.

### Grenade CF
Le 15 août 2018, San Emeterio est recruté par le Real Valladolid, mais il est prêté dans la foulée au Grenade CF, qui évolue en deuxième division espagnole, pour la saison 2018-2019.

### Real Valladolid
Fede San Emeterio intègre l'équipe première du Real Valladolid lors de la saison 2019-2020, après son prêt au Grenade CF. Il découvre la Liga, l'élite du football espagnole, lors de sa première apparition avec le Real Valladolid, le 24 août 2019 contre le Real Madrid au Stade Santiago-Bernabéu. Il est titulaire et les deux équipes se neutralisent ce jour-là (1-1). 

### Cádiz CF
Le 6 janvier 2022, Fede San Emeterio est prêté jusqu'à la fin de la saison au Cádiz CF.
Le 7 août 2022, San Emeterio s'engage définitivement avec le Cádiz CF. Il signe un contrat de quatre ans, soit jusqu'en juin 2026. 

### Vie personnelle
Fede San Emeterio est le frère jumeau de Borja San Emeterio, lui aussi footballeur professionnel.